# Виноградов, Владислав Борисович
Владислав Борисович Виноградов (род. 31 октября 1938, Москва, СССР) — советский и российский кинорежиссёр-документалист, сценарист, кинооператор. Народный артист Российской Федерации (1997).

## Биография
Детские и школьные годы провел в г. Городце, на Волге.
В 1957 году поступил на операторский факультет ВГИКа, в мастерскую Л. Косматова. После окончания вуза, в 1963 году был принят в творческое объединение «Лентелефильм» Ленинградского телевидения кинооператором-постановщиком.
С 1969 года работал режиссером документального кино.
После закрытия «Лентелефильма» в 1990-е гг., сотрудничал как режиссер с киностудией «Ленфильм», с «Ленинградской студией документальных фильмов», с телеканалом «Культура».
С 2007 по 2013 годы руководил компанией «Студия Н+Н», выпускающей проекты для эфира телеканала «Культура» «Монолог в 4-х частях».
С 2003 по 2013 годы — профессор Санкт-Петербургского государственного университета кино и телевидения.

## Награды и премии
- Народный артист Российской Федерации (16.04.1997).
- Заслуженный деятель искусств РСФСР (21.03.1985).
- Государственная премия РСФСР имени братьев Васильевых (1986) за фильмы «Мои современники», «Элегия», «Я возвращаю ваш портрет».
- Лауреат премий Международных фестивалей в Кракове, Лейпциге и Будапеште.
- Лауреат Всесоюзных кинофестивалей в Ташкенте, Москве, Тбилиси и Риге.

## Фильмография
| Год  | Название                                               | Режиссер | Сценарист | Оператор | Примечания       |
| ---- | ------------------------------------------------------ | -------- | --------- | -------- | ---------------- |
| 1962 | Земля без Бога                                         |          |           | Да       | Документальные   |
| 1964 | Мы идём в цирк…                                        |          |           | Да       | Документальные   |
| 1967 | Альфа и омега                                          | Да       | Да        | Да       | Документальные   |
| 1967 | Все мои сыновья                                        |          |           | Да       |                  |
| 1967 | Дорога домой                                           |          |           | Да       |                  |
| 1968 | Всего 3 урока                                          |          |           | Да       |                  |
| 1968 | Записки сумасшедшего                                   |          |           | Да       | Фильм-спектакль  |
| 1969 | Проводы белых ночей                                    |          |           | Да       |                  |
| 1969 | Кузьмич и другие                                       | Да       | Да        | Да       | Документальные   |
| 1971 | Рассказ о моем друге                                   |          |           | Да       | Документальные   |
| 1972 | Доктор                                                 | Да       | Да        | Да       | Документальные   |
| 1972 | Петровский портрет                                     |          |           | Да       | Документальные   |
| 1973 | Десятого февраля незадолго до трех часов пополудни     | Да       | Да        | Да       | Документальные   |
| 1973 | Золото                                                 | Да       | Да        | Да       | Документальные   |
| 1974 | Вороне где-то Бог…                                     | Да       | Да        | Да       | Документальные   |
| 1974 | Кузьма Петров-Водкин                                   |          |           | Да       | Документальные   |
| 1974 | Токарь                                                 | Да       | Да        | Да       | Документальные   |
| 1975 | Площадь Декабристов                                    | Да       | Да        | Да       | Документальные   |
| 1976 | Река                                                   | Да       | Да        | Да       | Документальные   |
| 1977 | Метро, метро.., или Размышления под Невским проспектом | Да       | Да        | Да       | Документальные   |
| 1978 | Ленинградские соловушки                                | Да       | Да        | Да       | Документальные   |
| 1978 | Море наше Ладожское                                    | Да       |           |          | Документальные   |
| 1978 | Старик и конь                                          | Да       | Да        |          | Документальные   |
| 1979 | Наш Пушкин                                             | Да       | Да        | Да       | Документальные   |
| 1980 | Высоцкий: песни-монологи                               | Да       | Да        |          | Документальные   |
| 1980 | Ты и я                                                 | Да       | Да        |          | Документальные   |
| 1980 | Я помню чудное мгновенье                               | Да       |           |          | Документальные   |
| 1981 | Пушкин в Петербурге                                    |          |           | Да       | Документальные   |
| 1982 | Летний сад                                             | Да       | Да        | Да       | Документальные   |
| 1983 | Я возвращаю Ваш портрет                                | Да       | Да        |          | Документальные   |
| 1984 | Булат Окуджава поёт свои песни                         | Да       | Да        |          | Документальные   |
| 1984 | Лицедеи                                                | Да       | Да        |          | Документальные   |
| 1984 | Мои современники                                       | Да       | Да        |          | Документальные   |
| 1985 | Мы — клоуны                                            | Да       | Да        | Да       | Короткометражный |
| 1986 | Взгляд                                                 | Да       |           |          | Документальные   |
| 1986 | Групповой портрет с Кижами                             | Да       | Да        |          | Документальные   |
| 1987 | Вскую прискорбно…                                      | Да       | Да        | Да       | Документальные   |
| 1988 | Дмитрий Лихачёв. Я вспоминаю…                          | Да       | Да        |          | Документальные   |
| 1990 | Русскій домъ                                           | Да       |           |          | Документальные   |
| 1992 | Ахъ, Александъ Федоровичъ…                             | Да       |           |          | Документальные   |
| 1992 | Прощание                                               | Да       | Да        |          | Документальные   |
| 1993 | Русский дом                                            | Да       | Да        |          | Документальные   |
| 1993 | Система Станиславского                                 | Да       | Да        |          | Документальные   |
| 1994 | Жил-был великий писатель                               | Да       | Да        |          | Документальные   |
| 1994 | Коммуналка                                             | Да       |           |          | Документальные   |
| 1995 | Прощание с шестидесятыми                               | Да       | Да        |          | Документальные   |
| 2000 | Новый год в конце века                                 | Да       |           |          | Документальные   |
| 2003 | Марлен. Прощание с шестидесятыми                       | Да       | Да        |          | Документальные   |
| 2005 | Французскій домъ                                       | Да       | Да        |          | Документальные   |
| 2006 | Арбатский романс                                       | Да       | Да        |          | Документальные   |
| 2009 | Монолог в четырёх частях. Пётр Тодоровский             | Да       | Да        |          | Документальные   |

## Упоминания и ссылки
- «Владислав Виноградов. Своё, совсем особое кино» Док. тф.
- «Виноградов, возьми в руки кинокамеру. Это время требует твоего участия», Юрий Рост
- Премия «Лавр», Виноградов Владислав Борисович